# Clubiona jucunda
Clubiona jucunda este o specie de păianjeni din genul Clubiona, familia Clubionidae. A fost descrisă pentru prima dată de Karsch, 1879. Conform Catalogue of Life specia Clubiona jucunda nu are subspecii cunoscute.